# Addihalli, Hassan
Addihalli là một làng thuộc tehsil Hassan, huyện Hassan, bang Karnataka, Ấn Độ.